# Danilo Celano
Danilo Celano (Vasto, 7 de dezembro de 1989) é um ciclista italiano que milita no conjunto Team Sapura.

## Palmarés
2015 (como amador)
- Giro do Casentino

2017
- Giro dos Apeninos

2019
- 1 etapa do Tour de Almaty[4]

2020
- Tour de Langkawi